# 와카이 겐지
와카이 겐지(일본어: 若井 研治, 1974년 9월 22일~)는 일본의 축구 선수이다.

## 구단 경력
1997년 J1리그의 산프레체 히로시마에 입단했다. 그후 NKK 후쿠야마 (JFE 스틸 서일본)로 이적했다. 2003년후 현역 은퇴.